# NextEra Energy
NextEra Energy, Inc. è una società energetica americana con circa 67 GW di capacità di generazione (di cui 24 GW da fonti di combustibili fossili), ricavi di oltre 17 miliardi di dollari nel 2023 e circa 14.900 dipendenti negli Stati Uniti e in Canada.
È la più grande holding di servizi elettrici al mondo per capitalizzazione di mercato, con una valutazione di quasi 120 miliardi di dollari a novembre 2023. Le sue filiali includono Florida Power & Light (FPL), NextEra Energy Resources (NEER), NextEra Energy Partners, Gulf Power Company e NextEra Energy Services. La società si è classificata al 168º posto nella classifica Fortune 500 del 2022 delle più grandi società degli Stati Uniti in termini di fatturato.

## Filiali
FPL, la più grande delle filiali, fornisce elettricità a tariffa regolamentata a circa 5 milioni di clienti, ovvero circa 10 milioni di persone, in quasi la metà della Florida ed è la terza più grande società di servizi elettrici negli Stati Uniti.
NEER, insieme alle sue entità affiliate, è il più grande generatore mondiale di energie rinnovabili da fonte eolica e solare. NEER è uno dei principali operatori di energia solare. L'azienda produce energia solare in Alabama, Arizona, Arkansas, California, Georgia, Minnesota, Nevada, New Jersey, New Mexico e Canada. Gestisce circa 119 progetti di energia eolica in 19 Stati e quattro province canadesi. NEER gestisce oltre 17GW di produzione di energia solare ed eolica in Nord America.